# The Dark Side of the Chant
The Dark Side of the Chant (engl. für: „Die dunkle Seite des Gesangs“) ist das 13. Album der Band Gregorian. Es erschien am 5. November 2010. Das Album enthält größtenteils Coverversionen von Songs, die im Stil von Gregorian neu interpretiert wurden. Das Lied O Fortuna ist als Singleauskopplung erschienen. Es handelt sich dabei nach The Dark Side von 2004 um das zweite Album der Gruppe, bei der bewusst Lieder mit einer düsteren Grundstimmung dargeboten werden.

## Inhalt
Das Album enthält insgesamt 13 Titel. Diese stammen größtenteils ursprünglich von anderen Interpreten. Jedoch sind auch eigene Titel der Band enthalten. Ein Song, Geboren um zu leben (Unheilig), wurde hierfür aus dem Deutschen ins Englische übertragen.

## Rezeption
Stephanie Wunderl von der Webseite cdstarts.de vergab für das Album 6,5 von zehn Punkten und lobte vor allem die Übertragung von Evanescences Bring Me to Life sowie Madonnas Frozen. Die Umsetzung von O Fortuna wurde als „eher schlicht“ beschrieben. Befürchtet wurde, dass „einigen Hörern gewiss die Eckigkeit oder Rauheit bei dem einen oder anderen Song fehlen wird“. Martin Schneider von der Webseite hooked-on-music.de kritisierte zwar etwa die Umsetzung von Hells Bells als „ungelenk“, schrieb aber: „Da wie gewohnt die Highlights einzelne, scheinbar unvermeidliche Ausfälle überstrahlen, gilt auch für The Dark Side of the Chant: Daumen hoch!“.

## Titelliste
| Nr. | Titel               | Originalinterpret/-autor                |
| --- | ------------------- | --------------------------------------- |
| 1   | O Fortuna           | Carl Orff (Carmina Burana)              |
| 2   | Stripped            | Depeche Mode                            |
| 3   | All I Need          | Within Temptation                       |
| 4   | Hells Bells         | AC/DC                                   |
| 5   | Born to Feel Alive  | Unheilig                                |
| 6   | Morning Dew         | Nazareth                                |
| 7   | My Heart Is Burning | Gregorian                               |
| 8   | Bring Me to Life    | Evanescence                             |
| 9   | Dark Side           | Gregorian                               |
| 10  | Frozen              | Madonna                                 |
| 11  | Black Wings         | Gregorian                               |
| 12  | Lucifer             | The Alan Parsons Project                |
| 13  | Dark Angel          | Die Gesellschaft Der Schwarzen Orchidee |